# Nurcan Baysal
Nurcan Baysal (1975) és una periodista i activista kurda de Turquia. El 2018, va ser nomenada Laureada Global per a Defensors de Drets Humans a Risc per Front Line Defenders, una ONG irlandesa de drets humans.

## Trajectòria
Va estudiar Ciències Polítiques a la Universitat d'Ankara i es va llicenciar a la Bilkent University.
És la fundadora del Diyarbakır Institute for Political and Social Research (DISA). En acceptar el premi de Front Line Defenders, Baysal va descriure un moment formatiu en la seva infància quan va presenciar l'atac de l'exèrcit turc a una processó fúnebre per l'activista dels drets kurds i cap de la secció Diyarbakir de l'Associació Turca de Drets Humans, Vedat Aydin, que va ser torturat i assassinat el 1991. El premi va ser presentat el maig del 2018 al Dublin Castle per l'alta comissionada de l'ONU per als drets humans Kate Gilmore.
El gener de 2018, Baysal va ser detinguda per la policia turca a casa seva a Diyarbakir, al sud-est de Turquia. Human Rights Watch va declarar que havia estat detinguda en relació amb els seus tuits en què criticava l'operació militar turca a Afrin, Síria. Ella li va dir a The Journal que les forces de seguretat de Kalashnikov havien irromput a casa seva una nit, dient que “Al principi vam pensar que era un terratrèmol. Estaven tractant d'enderrocar la nostra porta". Al febrer va ser declarada culpable en un altre cas de "denigració de les forces de seguretat turques" en un article que va escriure. Encara que va ser condemnada a deu mesos de presó, va ser posada en llibertat a condició que no repetís el delicte en un termini de cinc anys", segons els defensors de Front Line Defenders.
Baysal va treballar per al Programa de les Nacions Unides per al Desenvolupament a Turquia i ha publicat quatre llibres en turc amb İletişim Publishers. És també periodista a la web de notícies turca Ahval. Ha estat publicada per T24 i OpenDemocracy i és assessora de la Fundació Heinrich Böll.

## Llibres
- O Gün (2014), Kürdistan'da Sivil Toplum (2015), Ezidiler: 73. Ferman (2016)